# Quadrangle d'Eridania

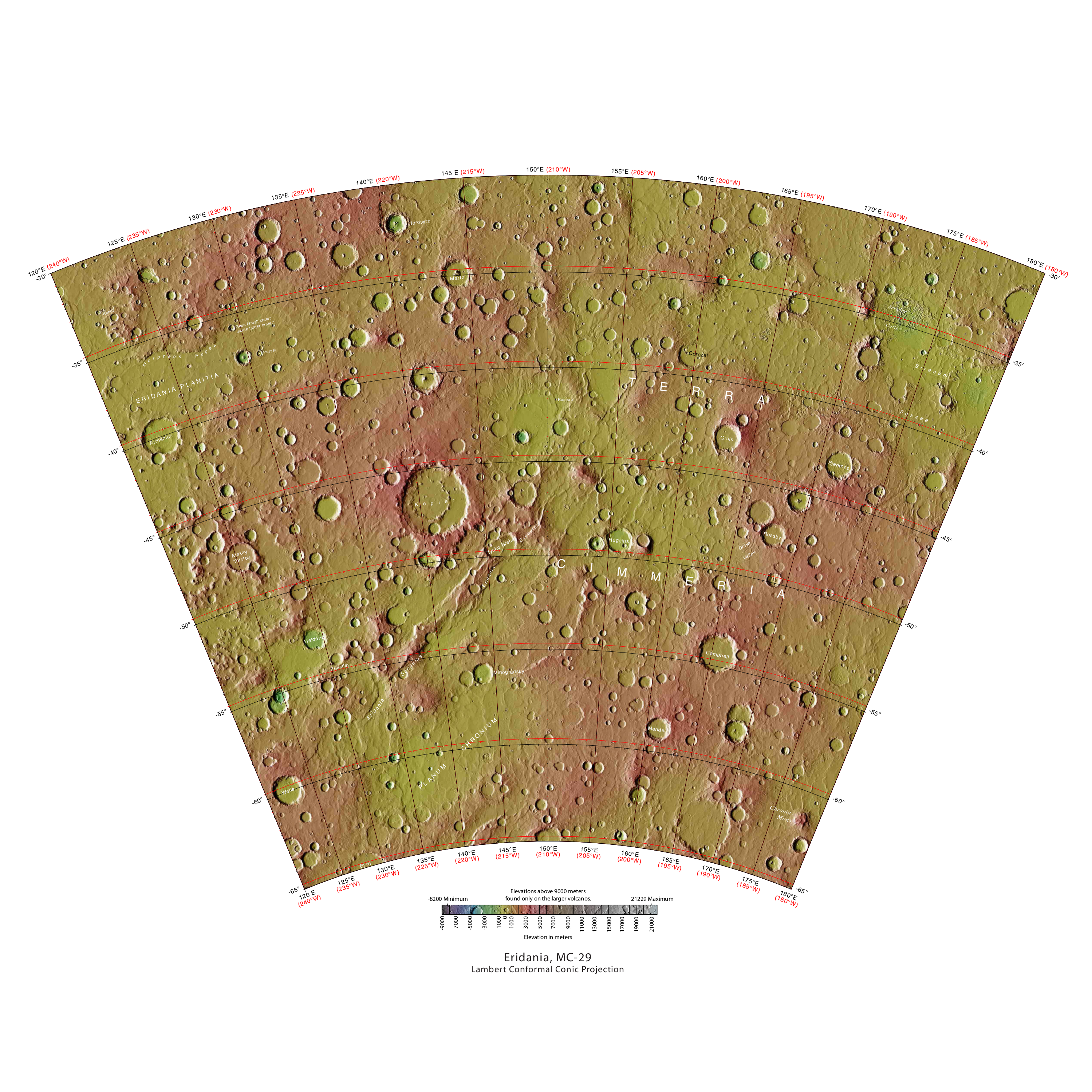
Quadrangle d'Eridania

Dans le cadre de la géographie de la planète Mars, le quadrangle d'Eridania — également identifié par le code USGS MC-29 — désigne une région martienne définie par des latitudes comprises entre 30º et 65º S et des longitudes comprises entre 120º et 180º E. 